# Пожарицкая, Нина Михайловна
Нина Михайловна Пожарицкая — советский хозяйственный, государственный и политический деятель, Герой Социалистического Труда.

## Биография
Родилась в 1930 году в селе Солова. Член КПСС.
С 1952 года — на хозяйственной, общественной и политической работе. В 1952—1995 гг. — свинарка, телятница, колхоза «Путь к коммунизму» Черняховского района, доярка колхоза «Путь к коммунизму»/совхоза «Брянский» Черняховского района Калининградской области.
Указом Президиума Верховного Совета СССР от 8 апреля 1971 года присвоено звание Героя Социалистического Труда с вручением ордена Ленина и золотой медали «Серп и Молот».
Избиралась депутатом Верховного Совета РСФСР 8-го созыва.
Умерла в 2006 году в Черняховском районе.